# Zemo Partsjma
Zemo Partsjma (en georgiano: ზემო ფარცხმა) es un pueblo de Georgia ubicado en el este de la región de Guria, siendo parte del municipio de Chojatauri.

## Geografía
Zemo Partsjma se encuentra al sur de la sierra de Guria, en el valle del río Supsa, a 2 km de Chojatauri. 

## Demografía
La evolución demográfica de Zemo Partsjma entre 2002 y 2014 fue la siguiente:
| 875                                             | 720 |
| (Fuente: Population of Georgia in Soviet times) |     |

Según el censo de 2014, los georgianos (ayarios) constituían el 100% de la población.

## Economía
En el pueblo hay una bodega donde se produce el vino chjaveri.

## Infraestructura

### Educación
Hay una escuela pública en el pueblo.

### Transporte
El pueblo está conectado con el centro regional de Chojatauri por una carretera. 